# Kurma (cratère)
Kurma est un cratère d'impact situé sur le satellite Triton de la planète Neptune par 16,5° S et 61° E. Il est situé au nord-ouest du cratère Mazomba.